# Дункельблюм, Артур
Артур Дункельблюм (23 апреля 1906, Краков — 27 января 1979) — бельгийский шахматист, международный мастер (1957).
Успешно дебютировал в первенстве Бельгии (1923) — 3-е место, впоследствии дважды (1935 и 1949) становился чемпионом страны.
Имел репутацию одного из сильнейших шахматистов Бельгии. В составе национальной сборной участник следующих соревнований:
- 11 олимпиад (1928, 1933, 1937, 1950, 1954—1962, 1966—1968);
- 5-й командный чемпионат Европы (1973) в в Бате;
- 2 Кубка Клары Бенедикт (1953—1955).

Лучшие результаты в международных турнирах: Антверпен (1930) — 2-3-е (на основе этого результата получил звание национального мастера), Хихон (1950) — 2-е место.